# Marcin Brosz
Marcin Brosz (Knurów, 11 aprile 1973) è un allenatore di calcio ed ex calciatore polacco, di ruolo centrocampista.

## Caratteristiche tecniche
Come allenatore, predilige la difesa a 3 e un atteggiamento particolarmente offensivo.

## Carriera

### Calciatore
Ha disputato l'intera carriera in Polonia, restando spesso nelle squadre della Slesia.

### Allenatore
Inizia ad allenare nel Polonia Bytom, club nel quale aveva terminato la carriera da calciatore. Dopo appena un anno, fa ritorno al Koszarawa, dove pure aveva giocato nel 2002-2003. 
I risultati lo portano ad essere ingaggiato dal Podbeskidzie Bielsko-Biała, con il quale si classifica terzo in II liga, venendo pertanto promosso in I liga. 
Nel 2009-2010 passa all'Odra Wodzislaw Slaski, con cui esoridsce in Ekstraklasa, non riuscendo ad evitare la retrocessione dei rossoblu. Arriva successivamente la chiamata del Piast Gliwice, dove resta per cinque stagioni arrivando anche alla qualificazione in UEFA Europa League. 
Nel 2015-2016 allena il Korona Kielce, mentre dal 2016 è l'allenatore del Górnik Zabrze. Dopo aver riportato i biancoblu in Ekstraklasa, riesce a raggiungere anche la qualificazione europea al primo anno in massima divisione. 
Il 27 maggio 2021 annuncia di lasciare dopo cinque stagioni la squadra dei "minatori", che passa a Jan Urban.